# Flora Aegaea
Flora Aegaea (abreviado Fl. Aegaea) es un libro con ilustraciones y descripciones botánicas que fue escrito por el botánico, pteridólogo, y algólogo austríaco; Karl Heinz Rechinger. Fue publicado en el año 1943 con el nombre de Flora Aegaea : Flora der Inseln und Halbinseln des Dgdischen Meeres.